# Cryptodiaporthe lebiseyi
Cryptodiaporthe lebiseyi är en svampart som först beskrevs av Jean Baptiste Desmazières, och fick sitt nu gällande namn av Lewis Edgar Wehmeyer 1934. Cryptodiaporthe lebiseyi ingår i släktet Cryptodiaporthe och familjen Gnomoniaceae.   Inga underarter finns listade i Catalogue of Life.